# Синоптик (фильм)
«Синоптик» (англ. The Weather Man) — американская драма 2005 года режиссёра Гора Вербински с Николасом Кейджем в главной роли.

## Сюжет
Дэйв Сприц — популярный ведущий прогноза погоды в телешоу. В личной жизни у него одна неприятность за другой. Дэйв переживает тяжёлый развод. У его отца Роберта диагностирован рак и ему осталось жить несколько месяцев.
Пытаясь произвести впечатление на своих детей, Дэйв начинает искать более перспективную работу. Ему предлагают должность в крупном телешоу. Новая работа сулит блестящие перспективы и высокое жалование, однако Дэйву предстоит переехать в Нью-Йорк. Тем временем его бывшая жена Норин собирается выйти замуж, и это означает ещё большее отдаление от семьи. Сын переживает из-за того, что подозревает одного из знакомых семьи в том, что он сексуально домогается его. Дэйв жестоко избивает обидчика сына. Всё это только осложняет ситуацию.
На смертном одре отец просит Дэйва «выбросить весь мусор» из своей жизни и начать новую жизнь. Роберт умирает. Дэйв отправляется на место новой работы. Психологический кризис он пытается компенсировать увлечением — стрельбой из лука.

## В ролях
| Актёр             | Роль            |
| ----------------- | --------------- |
| Николас Кейдж     | Дэвид Сприц     |
| Майкл Кейн        | Роберт Сприцель |
| Хоуп Дэвис        | Норин           |
| Майкл Рисполи     | Расс            |
| Гил Беллоуз       | Дон             |
| Джудит Макконнелл | Лорен           |
| Николас Холт      | Майк            |

## Съёмочная группа
- Режиссёр-постановщик: Гор Вербински
- Сценарист: Стив Конрад
- Оператор-постановщик: Федон Папамайкл
- Композитор: Ханс Циммер